# Listă de conducători de stat din 1790
1786 - 1787 - 1788 - 1789 - 1790 - 1791 - 1792 - 1793 - 1794
Aceasta este o listă a conducătorilor de stat din anul 1790:

## Europa
- Anglia: George al III-lea (rege din dinastia de Hanovra, 1760-1820)
- Austria: Iosif al II-lea (arhiduce din dinastia de Habsburg-Lorena, 1780-1790; totodată, rege al Germaniei, 1765-1790; totodată, împărat occidental, 1765-1790; totodată, rege al Cehiei, 1780-1790; totodată, rege al Ungariei, 1780-1790) și Leopold al II-lea (arhiduce din dinastia de Habsburg-Lorena, 1790-1792; anterior, mare duce de Toscana, 1765-1790; totodată, rege al Cehiei, 1790-1792; totodată, rege al Ungariei, 1790-1792; totodată, rege al Germaniei, 1790-1792; totodată, împărat occidental, 1790-1792)
- Bavaria: Carol Teodor (principe elector din dinastia de Wittelsbach, ramura de Palatinat, 1777-1799)
- Bugeac: Bakht Ghirai ibn Kîrîm ibn Devlet (han din dinastia Ghiraizilor, 1789-1792)
- Cehia: Iosif al II-lea (rege din dinastia de Habsburg-Lorena, 1780-1790; totodată, rege al Germaniei, 1765-1790; totodată, împărat occidental, 1765-1790; totodată, arhiduce de Austria, 1780-1790; totodată, rege al Ungariei, 1780-1790) și Leopold al II-lea (arhiduce din dinastia de Habsburg-Lorena, 1790-1792; anterior, mare duce de Toscana, 1765-1790; totodată, arhiduce de Austria, 1790-1792; totodată, rege al Ungariei, 1790-1792; totodată, rege al Germaniei, 1790-1792; totodată, împărat occidental, 1790-1792)
- Danemarca: Christian al VII-lea (rege din dinastia de Oldenburg, 1766-1808)
- Florența: Leopold I (mare duce din dinastia Habsburg-Lorena, 1765-1790; ulterior, arhiduce de Austria, 1790-1792; ulterior, rege al Cehiei, 1790-1792; ulterior, rege al Ungariei, 1790-1792; ulterior, rege al Germaniei, 1790-1792; ulterior, împărat occidental, 1790-1792) și Ferdinand al III-lea (mare duce din dinastia de Habsburg-Lorena, 1790/1791-1801, 1814/1815-1824)
- Franța: Ludovic al XVI-lea (rege din dinastia de Bourbon, 1774-1792)
- Genova: Aleramo Maria Pallavicino (doge, 1789-1791)
- Germania: Iosif al II-lea (rege din dinastia de Habsburg-Lorena, 1765-1790; totodată, împărat occidental, 1765-1790; ulterior, arhiduce de Austria, 1780-1790; ulterior, rege al Cehiei, 1780-1790; ulterior, rege al Ungariei, 1780-1790) și Leopold al II-lea (rege din dinastia de Habsburg-Lorena, 1790-1792; anterior, mare duce de Toscana, 1765-1790; totodată, arhiduce de Austria, 1790-1792; totodată, rege al Cehiei, 1790-1792; totodată, rege al Ungariei, 1790-1792; totodată, împărat occidental, 1790-1792)
- Gruzia: Irakli al II-lea (rege din dinastia Bagratizilor, 1762-1798; anterior, rege în Kakhetia, 1744-1762)
- Gruzia, statul Imeretia: Solomon al II-lea (rege din dinastia Bagratizilor, 1789-1810)
- Imperiul occidental: Iosif al II-lea (rege din dinastia de Habsburg-Lorena, 1765-1790; totodată, rege al Germaniei, 1765-1790; ulterior, arhiduce de Austria, 1780-1790; ulterior, rege al Cehiei, 1780-1790; ulterior, rege al Ungariei, 1780-1790) și Leopold al II-lea (împărat din dinastia de Habsburg-Lorena, 1790-1792; anterior, mare duce de Toscana, 1765-1790; totodată, arhiduce de Austria, 1790-1792; totodată, rege al Cehiei, 1790-1792; totodată, rege al Ungariei, 1790-1792; totodată, rege al Germaniei, 1790-1792)
- Imperiul otoman: Selim al III-lea (sultan din dinastia Osmană, 1789-1807)
- Liechtenstein: Alois I (principe, 1781-1805)
- Modena: Ercole al III-lea Rinaldo (duce din casa d'Este, 1780-1796)
- Monaco: Honore al III-lea (principe, 1733-1793)
- Muntenegru: Petru I (vlădică din dinastia Petrovic-Njegos, 1782-1830)
- Olanda: Wilhelm al V-lea (stathouder ereditar din dinastia de Orania, 1751-1795)
- Parma și Piacenza: Ferdinand (duce din dinastia de Bourbon, ramura spaniolă, 1765-1802)
- Polonia: Stanislaw August Poniatowski (rege, 1764-1795)
- Portugalia: Maria I (regină din dinastia de Braganca, 1777-1816)
- Prusia: Frederic Wilhelm al II-lea (rege din dinastia de Hohenzollern, 1786-1797)
- Rusia: Ekaterina a II-a Alekssevna cea Mare (împărăteasă din dinastia Romanov-Holstein-Gottorp, 1762-1796)
- Sardinia: Vittorio Amedeo al III-lea (rege din casa de Savoia, 1773-1796)
- Saxonia: Frederic August al III-lea cel Drept (principe elector din dinastia de Wettin, 1763-1827; rege, din 1806; ulterior, arhiduce de Varșovia, 1807-1812/1815)
- Sicilia: Ferdinand al III-lea (rege din dinastia de Bourbon, 1759-1825)
- Spania: Carol al IV-lea (rege din dinastia de Bourbon, 1788-1808)
- Statul papal: Pius al VI-lea (papă, 1775-1799)
- Suedia: Gustav al III-lea (rege din dinastia Holstein-Gottorp, 1771-1792)
- Transilvania: Gheorghe Banffy al II-lea de Losoncz (guvernator, 1787-1822)
- Țara Românească: Nicolae Mavrogheni (domnitor, 1786-1790)
- Ungaria: Iosif al II-lea (rege din dinastia de Habsburg-Lorena, 1780-1790; totodată, rege al Germaniei, 1765-1790; totodată, împărat occidental, 1765-1790; totodată, arhiduce de Austria, 1780-1790; totodată, rege al Cehiei, 1780-1790) și Leopold al II-lea (rege din dinastia de Habsburg-Lorena, 1790-1792; anterior, mare duce de Toscana, 1765-1790; totodată, arhiduce de Austria, 1790-1792; totodată, rege al Cehiei, 1790-1792; totodată, rege al Germaniei, 1790-1792; totodată, împărat occidental, 1790-1792)
- Veneția: Lodovico Manin (doge, 1789-1797)

## Africa
- Așanti: Osei Kwame (așantehene, 1777-cca. 1801)
- Bagirmi: Abd ar-Rahman al III-lea Gauranga I (mbang, 1785-1806)
- Barotse: Mwananyanda (litunga, ?-cca. 1790) și Mulambwa Santulu (litunga, cca. 1790-cca. 1835)
- Benin: Akengbuda (obba, cca. 1750-cca. 1804)
- Buganda: Junju și Semakokiro (kabaka, 1764-1794)
- Bunyoro: Kyebambe al III-lea (Nyamutukura) (mukama, cca. 1785-cca. 1835)
- Burundi: Mutaga al III-lea Sebidingwa (mwami din a treia dinastie, cca. 1768-cca. 1801)
- Dahomey: Agonglo (Sindozan) (rege. 1789/1790-1797)
- Darfur: Abd ar-Rahmand ibn ar-Rașis ibn Ahmad Bakr (sultan, 1787-1800/1801)
- Ethiopia: Hezkeyas (împărat, 1789-1794)
- Imperiul otoman: Selim al III-lea (sultan din dinastia Osmană, 1789-1807)
- Kanem-Bornu: Ali al IV-lea (sultan, cca. 1753-cca. 1793)
- Lunda: Yaav yaMbany (mwato-yamvo, cca. 1760-cca. 1810)
- Maroc: Sidi Mohammed (III) ibn Abdallah (sultan din dinastia Alaouită, 1757-1790) și Moulay Yazid ibn Mohammed (sultan din dinastia Alaouită, 1790-1792)
- Munhumutapa: Nyambandu al II-lea (rege din dinastia Munhumutapa, 1785-1790) și Chiwayo (rege din dinastia Munhumutapa, 1790-1810)
- Oyo: Awole (rege, cca. 1790-cca. 1797)
- Rwanda: Cyilima al II-lea Rujugira (rege, cca. 1768-cca. 1792)
- Swaziland: Ndungunya (Zikodze) (rege din clanul Ngwane, cca. 1780-cca. 1810)
- Tunisia: Hammuda ibn Ali (bey din dinastia Husseinizilor, 1782-1814)
- Wadai: Joda Kharif at-Timan ibn Kharut (II) (sultan, 1745-1795)

## Asia

### Orientul Apropiat
- Afghanistan: Timur Șah (suveran din dinastia Durrani, 1772-1793)
- Arabia: Abd al-Aziz ibn Muhammad (emir din dinastia Saudiților/Wahhabiților, 1765-1803)
- Bahrain: Ahmad I al-Fatih ibn al-Khalifah (emir din dinastia al-Khalifah, 1783-1796)
- Iran: Agha Mohammad (șah din dinastia Kajarilor, 1779-1797)
- Iran (Horasan): Șahruh (șah din dinastia Afșarizilor, 1748-1796)
- Iran (Isfahan): Luft Ali Khan (șah din dinastia Zand, 1789-1796)
- Imperiul otoman: Selim al III-lea (sultan din dinastia Osmană, 1789-1807)
- Kuwait: Abdullah I ibn Sabbah (emir din dinastia as-Sabbah, 1762-1812)
- Oman: Hamid ibn Said (imam din dinastia Bu Said, cca. 1786-1792)
- Yemen, statul Sanaa: al-Mansur Ali (imam, 1775-1809, 1835-1836)

### Orientul Îndepărtat
- Atjeh: Ala ad-Din Muhammad Șah (sau Tuanku Muhammad) (sultan, 1781-1795)
- Birmania, statul Toungoo: Bodawpaya (rege din dinastia Alaungpaya, 1781-1819)
- Brunei: Muhammad Taj ad-Din (sultan, 1780-1792, 1793-1806)
- China: Gaozong (Hongli) (împărat din dinastia manciuriană Qing, 1736-1795)
- Coreea, statul Choson: Chongjo (Yi Sun) (rege din dinastia Yi, 1777-1800)
- India: Charles Mann (guvernator general, 1786-1793)
- India, statul Moghulilor: Jalal ad-din Ali Jauhar Șah Alam al II-lea (împărat, 1760-1788, 1788-1806)
- Japonia: Kokaku (împărat, 1780-1816) și Ienari (principe imperial din familia Tokugaua, 1787-1837)
- Laos, statul Champassak: Saya Kuman (rege, 1737-1791)
- Laosul inferior: Nanta-Sen (Chao Nan) (rege, 1782-1792)
- Laosul superior: Sulinga-Vongsa (rege, 1769/1781-1787/1791) și Anuruth (rege, 1787/1791-1815/1817)
- Maldive: Nur ad-Din Hadji Hassan (sultan, 1778-1798)
- Mataram (Jogjakarta): Abd ar-Rahman Amangkubuwono I (sultan, 1755-1792)
- Mataram (Surakarta): Pakubowono al IV-lea (Bagus) (sultan, 1788-1820)
- Nepal, statul Gurkha: Rana Bahadur Șah (Nirjunanda Svami) (rege, 1778-1799)
- Sri Lanka, statul Kandy: Rajadhi Rajasinha (rege, 1782-1798)
- Thailanda, statul Ayutthaya: Pra Putthayodfa Chulaloke (Rama I) (rege din dinastia Chakri, 1782-1809)
- Tibet: bLo-bzang Jam-dpal rgya-mtsho (dalai lama, 1759-1805)
- Tibet: Panchen bsTan-jai Nyi-ma (Tempe Nyima) (panchen lama, 1781-1852)
- Vietnam, Tay-son: Nguyen Van-Nhac (conducător, 1778-1793) și Nguyen Van-Huc (Quang Trung) (conducător, 1788-1792; împărat, din 1788)
- Vietnam (Hue): Nguyen Phuc Anh (rege din dinastia Nguyen, 1778-1802; ulterior, împărat în statul Vietnam, 1802-1820)

## America
- Statele Unite ale Americii: George Washington (președinte, 1789-1797)